# 永島譲二
永島譲二（ながしま じょうじ、1955年 - ）は、ドイツ・ミュンヘン在住の自動車デザイナー。
カーグラフィック誌で「名車の残像」を連載した後単行本として上梓、現在は同誌で「駄車・名車・古車 デザイナー的見解」を連載中。

## 人物・経歴
東京生まれ。高校1年生の頃デザイン雑誌を見ていて千駄ヶ谷にあったデザインスクールを見つけ、その自動車デザイン科に週1回ほど通ったという。1978年に武蔵野美術大学工芸工業デザイン学科卒業後、ミシガン州デトロイトに親戚がいたことから訪ねて行くのを兼ねてウェイン州立大学（Wayne State University ）に進学した。1980年初夏に同大学工業デザインの修士課程を修了し、オペルに就職した。コンセプトカーのジュニアとコルサスパイダー、カデット4×4を担当した。フランクフルトでの生活に慣れて来た頃行ったパリ旅行でカルチャーショックを受け、フランスの自動車メーカーでの勤務を志した。1986年春に、オペルを辞職しルノーに就職。フランス自動車工業界初の日本人デザイナーだったという。当時累積赤字に苦しんでいたルノーの社長だったジョルジュ・ベスは20,000人に及ぶ解雇を決定し新たな人員採用を厳重に禁じたが、これと並行して全社で25名のみを社長自ら一人一人審査した上で新規採用することにし、その中の1人が永島であった。ルノーではサフランのデザインを担当した。1988年には、BMWに転職した。同社では、「5シリーズ」（E39型）、「Z3ロードスター」の外観デザインを担当した。2009年に京都精華大学デザイン学部に就任。2015年には東京工科大学デザイン学部客員教授に就任した。

## 略歴
- 1955年 - 東京都で出生。
- 1978年 - 武蔵野美術大学工芸工業デザイン学科卒業、ウェイン州立大学（Wayne State University ）に進学。
- 1980年 - 同大学工業デザインの修士課程を修了。オペル入社。
- 1986年 - ルノー入社。
- 1988年 - BMW入社。
- 2009年 - 京都精華大学デザイン学部客員教授。
- 2015年 - 東京工科大学デザイン学部客員教授。